# Sidersko leto
Sidersko leto, siderično leto ali zvezdno leto je čas, ki ga potrebuje Sonce na svoji navidezni poti po nebesni krogli, da se vrne v isto točko glede na oddaljene zvezde. To pomeni, da je sidersko leto čas v katerem naredi Zemlja en obrat okoli Sonca.
Sidersko leto traja (epoha 365,25636042 srednjih Sončevih dni ali 31.558.149,540 sekund, kar je 366,25636042 siderskih dni (366 siderskih dni 6 h 9 m 9,78 s). Sidersko leto je za 20 minut in 24 sekund daljše od tropskega leta zaradi precesije enakonočij.
Ime izvira iz latinske besede sidus, ki pomeni zvezdo.